# Christoph Boyer
Christoph Boyer (* 29. Juli 1953 in Regensburg) ist ein deutscher Historiker.

## Leben
Boyer studierte Geschichte und Philosophie (1973/1974) sowie Geschichte, Germanistik, politische Wissenschaft (1974–1981) an der Universität München. Nach der Promotion zum Dr. phil. in München (1990) bei Ludolf Herbst und Habilitation in Dresden (1997) wurde er Professor für europäische Zeitgeschichte in Salzburg (2005).

## Schriften (Auswahl)
- Zwischen Zwangswirtschaft und Gewerbefreiheit. Handwerk in Bayern 1945–1949. München 1992, ISBN 3-486-55954-0.
- „Die Kader entscheiden alles ...“. Kaderpolitik und Kaderentwicklung in der zentralen Staatsverwaltung der SBZ und der frühen DDR (1945–1952). Dresden 1996, ISBN 978-3-931648-05-3.
- Nationale Kontrahenten oder Partner?. Studien zu den Beziehungen zwischen Tschechen und Deutschen in der Wirtschaft der ČSR (1918–1938). München 1999, ISBN 3-486-56237-1.
- als Herausgeber: Sozialistische Wirtschaftsreformen. Tschechoslowakei und DDR im Vergleich. Frankfurt am Main 2006, ISBN 978-3-465-04005-7.